# Función eta de Dedekind

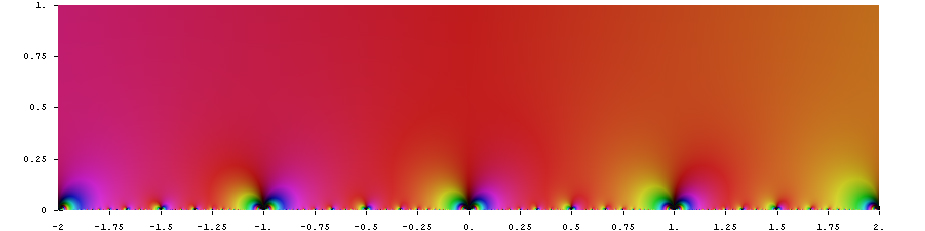
Función eta de Dedekind representada en el plano complejo.

La función eta de Dedekind o simplemente función η de Dedekind, nombrada así en honor al matemático alemán Richard Dedekind es una función holomorfa definida en el semiplano superior complejo {\displaystyle \mathbb {H} =\{\tau \in \mathbb {C} \mid \mathrm {Im} \,\tau >0\}}
Esta función juega un papel fundamental en la teoría de funciones elípticas y funciones theta.

## Definición
La función η suele definirse mediante el siguiente producto:
{\displaystyle \eta (\tau ):=e^{2\pi i\tau /24}\prod _{n=1}^{\infty }(1-e^{2\pi in\tau }):=q^{1/24}\prod _{n=1}^{\infty }(1-q^{n})}.
donde {\displaystyle q=e^{2\pi i\tau }}. De la definición se deduce inmediatamente que {\displaystyle \eta } sobre {\displaystyle \mathbb {H} } no tiene ceros.
La función η está estrechamente relacionada con su discriminante {\displaystyle \Delta }, de la siguiente manera
{\displaystyle \Delta (\tau )\,=\,(2\pi )^{12}\eta ^{24}(\tau )}.
Para el cálculo de la función, se suele emplear el teorema del número pentagonal de Euler.

## Transformación y comportamiento
Las propiedades que se atribuyen a la función η se originan de su comportamiento de transformación en las sustituciones de los generadores del grupo modular
{\displaystyle \Gamma :=\mathrm {SL} _{2}(\mathbb {Z} )=\{{\bigl (}{\begin{smallmatrix}a&b\\c&d\end{smallmatrix}}{\bigr )}\mid a,b,c,d\in \mathbb {Z} ,ad-bc=1\}},
es decir:
{\displaystyle \eta (\tau +1)\,=\,e^{\pi i/12}\eta (\tau )}
y 
{\displaystyle \eta \left({\frac {-1}{\tau }}\right)={\sqrt {\frac {\tau }{i}}}\,\eta (\tau )}.